# Keetia hispida
Keetia hispida là một loài thực vật có hoa trong họ Thiến thảo. Loài này được (Benth.) Bridson mô tả khoa học đầu tiên năm 1986.